# Гай Валерий Триарий (претор)
Гай Вале́рий Триа́рий (лат. Gaius Valerius Triarius; умер после 67 года до н. э.) — римский военачальник и политический деятель, занимавший должность претора (предположительно в 78 году до н. э.). Разбил на Сардинии мятежника Марка Эмилия Лепида, в качестве легата принимал участие в Третьей Митридатовой войне. В 67 году до н. э. потерпел поражение от армянско-понтийских войск под командованием Митридата в битве при Зеле.

## Биография
Литературные источники называют Гая Валерия только Триарием или Гаем Триарием. Его номен известен благодаря четырём греческим надписям, найденным в Милете и Афинах. Эти же надписи называют Триария сыном Гая.
Первые сообщения о Триарии в сохранившихся источниках относятся к 77 году до н. э. Тогда он был пропретором Сардинии, а значит, в предыдущем году должен был занимать должность претора (правда, канадский антиковед Роберт Броутон полагает, что это был другой Валерий Триарий, с преноменом Луций). В его провинции высадился с армией Марк Эмилий Лепид, который до этого поднял мятеж в Италии, но потерпел поражение. Триарий вступил с ним в бой и тоже разбил. Лепид умер спустя 2—4 недели после высадки, а остатки его войск переправились в Испанию, к Серторию, так что Гаю Валерию удалось сохранить контроль над Сардинией.
Позже Триарий принял участие в Третьей Митридатовой войне в качестве легата при Луции Лицинии Лукулле. В 73 году до н. э., действуя самостоятельно, он взял Апамею и Прусию в Вифинии, затем встретился с командующим в Никомедии и получил от него приказ закрыть Геллеспонт для вражеских кораблей. В конце того же года Гай Валерий разбил понтийскую эскадру при Тенедосе, несмотря на её численное превосходство. В 70 году до н. э. он помог проконсулу Марку Аврелию Котте взять Гераклею Понтийскую и занял несколько городов в Пафлагонии; в 69 году до н. э., когда пират Афенодор разграбил Делос, Триарий поспешил туда и восстановил укрепления на этом острове (их остатки сохранились до сих пор).
В 68 году до н. э. Гай Валерий действовал на суше, в Понте. У Куманы он пришёл на помощь Марку Фабию Адриану, осаждённому врагом в своём лагере, и заставил понтийцев отступить, после чего присоединил войско Адриана к своему. Перезимовав, в начале 67 года до н. э. Триарий двинулся в глубь Понта. У Зелы произошло сражение с основными силами царя Митридата, в котором легионеры не выдержали атаку армянской конницы. В результате армия Триария понесла тяжёлое поражение: погибли семь тысяч солдат, двадцать четыре военных трибуна, сто пятьдесят центурионов. Только благодаря ране Митридата уцелевшие римляне смогли спастись.
Античные авторы возлагают вину за этот разгром на Триария, который поспешил вступить в бой до прибытия Лукулла, чтобы не делить с ним славу. Когда Гай Валерий прибыл в лагерь основных сил, командующему пришлось спасать его от разъярённых солдат, которые хотели расправиться с легатом. После этих событий Триарий не упоминается в источниках.
Семья
Гай Валерий был женат на знатной матроне Фламинии, подруге Сервилии Старшей. Известно, что Фламиния была жива ещё в 54 году до н. э. Сыном Гая был Публий Валерий Триарий, упоминающийся в источниках только как обвинитель Марка Эмилия Скавра. Возможно, сыном Гая был ещё один Гай Валерий Триарий, погибший при Фарсале.